# Léopold Leau
Léopold Leau (1868 – 1943) foi um matemático francês, notado principalmente por sua ligação com línguas auxiliares.
A Delegação para a Adoção de uma Língua Auxiliar Internacional foi fundada em 7 de janeiro de 1901 por iniciativa de Leau. Publicou em coautoria com Louis Couturat o monumental Histoire de la Langue Universelle (1903) e seu suplemento Les Nouvelles Langues Internationales (1907).
Foi palestrante do Congresso Internacional de Matemáticos em Paris (1900).